# آلان أسبيه
آلان أسبيه (ولد في 15 يونيو 1947) هو فيزيائي فرنسي اشتهر بتجاربه في التشابك الكمي.

## تعليمه
آلان هو خريج مدرسة الأساتذة العليا باريس-ساكلي. حصل على درجة الماجستير في الفيزياء في عام 1969 وحصل على درجة الماجستير من جامعة باريس ساكلي. ثم قام بخدمته الوطنية ، حيث قام بالتدريس لمدة ثلاث سنوات في الكاميرون.
في أوائل عقد 1980 ، أثناء عمله على أطروحة الدكتوراه، أجرى تجارب اختبار بيل التي أظهرت أن ألبرت أينشتاين وبوريس بودولسكي وناثان روزن اختزال الإعلان العبثي لميكانيكا الكم ، أي أنه ينطوي على عمل شبحي على مسافة ، يبدو في الواقع أنه تحقق عندما تم فصل جسيمين بمسافة كبيرة بشكل تعسفي . ظلت العلاقة بين وظائف الموجة الخاصة بهم ، لأنها كانت ذات يوم جزءا من نفس وظيفة الموجة التي لم يتم إزعاجها قبل قياس أحد الجسيمات الفرعية. حصل على الدكتوراه في عام 1983 من جامعة باريس الجنوبية (المعروفة سابقا باسم جامعة أورساي).
كما حصل آسبكت على الدكتوراه الفخرية من جامعة هيريوت وات في عام 2008.

## اقرأ أيضاً
- فيزياء